# Zeeuwse Boekenprijs
De Zeeuwse Boekenprijs wordt sinds 2003 jaarlijks uitgereikt aan het volgens een jury beste boek over een Zeeuws onderwerp of van een auteur met een Zeeuwse achtergrond.

## Achtergrond
De Zeeuwse Boekenprijs is een initiatief van het Zeeuws Tijdschrift en ZB Bibliotheek van Zeeland, vanaf 2009 in samenwerking met de Provinciale Zeeuwse Courant. Sinds 2018 is de prijs ondergebracht in de zelfstandige Stichting Zeeuwse Boekenprijs en wordt volledig georganiseerd door ZB.
De Boekenprijs is ingesteld met het doel meer aandacht voor het Zeeuwse boek en boeken van Zeeuwse auteurs te krijgen. Aan de prijs is sinds 2024  een bedrag van 5000 euro verbonden. Van 2009 tot en met 2011 werd ook een prijs toegekend aan de auteur(s) van het beste boek over Zeeland: de Jan Bruijnsprijs, vernoemd naar de in 2000 overleden Goese boekhandelaar en uitgever. De naam van de prijs was voordien verbonden aan de publieksprijs. Die is omgedoopt in PZC Publieksprijs, die tot en met 2023 werd uitgereikt. Sinds 2012 bekronen de Zeeuwse boekhandels ook iemand die veel heeft betekend voor het Zeeuwse boek.

## Procedure
Zeeuwse boeken die sinds 15 juli van het voorgaande jaar zijn verschenen, komen in aanmerking voor de prijs. Een jury, onder voorzitterschap van de Zeeuwse commissaris van de koning (anno 2024 Hugo de Jonge), kiest uit de inzendingen een tiental genomineerden, die in september bekend worden gemaakt. Deze wordt in oktober teruggebracht tot een shortlist van vijf of zes kandidaten. Tijdens de Week van het Zeeuwse boek, begin november, wordt de winnaar onthuld.

## Winnaars
- 2003 - Annejet van der Zijl met Anna. Het leven van Annie M.G. Schmidt
- 2004 - Francisca van Vloten met Moen, tussen Toorop en Mondriaan. De kunstenares Mies Elout-Drabbe 1875-1956
- 2005 - Jan J.B. Kuipers en Robbert Jan Swiers met Het verhaal van Zeeland
- 2006 - Carolijn Visser met Miss Concordia. Vrouwen in den vreemde
- 2007 - Corine Kisling en Paul Verhuyck met Het leugenverhaal
- 2008 - Pauline van Lynden met Donkere palissaden
- 2009 - Rik Launspach met 1953
- 2010 - Floortje Zwigtman met Spiegeljongen
- 2011 - Jaap de Moor met Generaal Spoor
- 2012 - Maan Leo met Ik ben Maan
- 2013 - Oek  de Jong met Pier en Oceaan
- 2014 - Paul Brusse, Arno Neele en Jeanine Dekker met Geschiedenis van Zeeland (deel 3)
- 2015 - Jan Vantoortelboom met De man die haast had
- 2016 - Chris de Stoop met Dit is mijn hof en Arjen Fortuin met Geert van Oorschot. Uitgever
- 2017 - Carolijn Visser met Selma. Aan Hitler ontsnapt, gevangene van Mao
- 2018 - Franca Treur met Hoor nu mijn stem
- 2019 - Wessel te Gussinklo met De hoogstapelaar
- 2020 - Tobias van Gent en Hans Sakkers met Slag om de Schelde 1944. De beslissing in de strijd om West-Europa
- 2021 - Wim Hofman met We vertrekken voordat het licht is
- 2022 - Dirk H.A. Kolff met Frans Naerebout (1748-1818) en het Vlissingen van zijn tijd (zilver voor Peter L. Meininger met Avifauna Zeelandica, brons voor Margot Dijkgraaf met In de voetsporen van mijn grootvader)

- 2023 - Corine Nijenhuis met Een Nieuwe Tijd: Zeeland na de ramp (zilver voor Mischa van Broekhoven met Bloesemval, brons voor Ester Naomi Perquin met Ongevraagd advies)
- 2024 - Marco Kunst met De macht van Algas

## Aantal inzendingen per jaar
- 2003 - 20
- 2004 - 38
- 2005 - 43
- 2006 - 32
- 2007 - 55
- 2008 - 45
- 2009 - 43
- 2010 - 46
- 2011 - 43
- 2012 - 46
- 2013 - 82
- 2014 - 77
- 2015 - 86
- 2016 - 80
- 2017 - 76
- 2018 - 70
- 2019 - 65
- 2020 - 61
- 2021 - 64
- 2022 - 80
- 2023 - 58
- 2024 - 54

## Publieksprijs (2006-2023)
- 2006 - Ronny Boogaart en Eric de Rooij met Duiven op Bouvet: over Boudewijn Büch en Hans Warren
- 2007 - Kees Slager met Mijn Zeeland
- 2008 - Jan de Jonge, Corrie Kopmels, Jaap Raats en Eeuwout van der Linden met Waèr a ‘t arte vol van is…
- 2009 - Marjon Sarneel met Maidentrip (760 van de 2723 stemmen)
- 2010 - Anneriek van Heugten en Mariëlla van de Beek met Drijven op een dak (1024 van de 3737 stemmen)
- 2011 - Wendy Marteijn-Hulsteijn en Kees de Ridder met Stae m'n bovenmusse goed? (1684 van de ruim 6500 stemmen)
- 2012 - Frans Meijaard, Reggie Corijn en Wilma Valk met Omer Gielliet, uit het goede hout gesneden (1497 van de 7161 stemmen)
- 2013 - Tinka Leene met Het Zeeuwse Knop Bakboek (2585 van de 11.139 stemmen)
- 2014 - Frans Meijaard, Reggie Corijn en Wilma Valk met Breskens en de visserij (2334 van de 6888 stemmen)
- 2015 - Anja Geldof en Stefanie Huibregtse met Truien bij de vleet (2308 van de 6769 stemmen)
- 2016 - Rieks Veenker en Coen Hamelink met De Tuinen van Ginder (1112 van de 4584 stemmen)
- 2017 - Frans Meijaard met Aaahn dek (393 van de 2043 stemmen)
- 2018 - Karlijn de Splenter met 10 edities Weitjerock (368 van de 2152 stemmen)
- 2019 - niet uitgereikt
- 2020 - niet uitgereikt
- 2021 - Rieks Veenker met De mossel met de parel (410 van de 2599 stemmen)
- 2022 - Petra d'Huy met Petra etcetera. Leven met een bipolaire stoornis  (526 van de 3175 stemmen)
- 2023 - Jan Beckers, Nona Lumalessil en Junus Ririmasse met De afloop. Het drama bij De Punt  (22% van de stemmen)

## Jan Bruijnsprijs (2009-2011)
- 2009 - Paul de Schipper met De slag om de Oosterschelde
- 2010 - Franca Treur met Dorsvloer vol confetti
- 2011 - Paul de Schipper met De Sterke van Saeftinghe

## Prijs van de Zeeuwse Boekhandel
- 2012 - Kees Slager
- 2013 - Rinus Spruit
- 2014 - Jan van Damme
- 2015 - Jan Zwemer
- 2016 - Rob Ruggenberg
- 2017 - Eva Cossee
- 2018 - Remco van Schellen
- 2019 - Jan Vantoortelboom
- 2020 - Lex de Looff
- 2021 - Martijn van der Linden
- 2022 - Matty Verkamman
- 2023 - Jan van Broekhoven
- 2024 - Johanna Kruit

## Roggeveenprijs (2024-heden)
De Roggeveenprijs werd vanaf 2012 om het jaar uitgeloofd door het Koninklijk Zeeuws Genootschap der Wetenschappen voor de student die de beste masterscriptie had geschreven. Vanaf 2024 wordt de prijs uitgeloofd voor het beste wetenschappelijke boek dat te maken heeft met Zeeland en wordt uitgereikt tijdens de Week van het Zeeuwse Boek. De prijs is vernoemd naar Arent en Jacob Roggeveen.
- 2024 - Johan Murre met Lexicon Bijbels Hebreeuws en Aramees